# Kościół Admiralicji

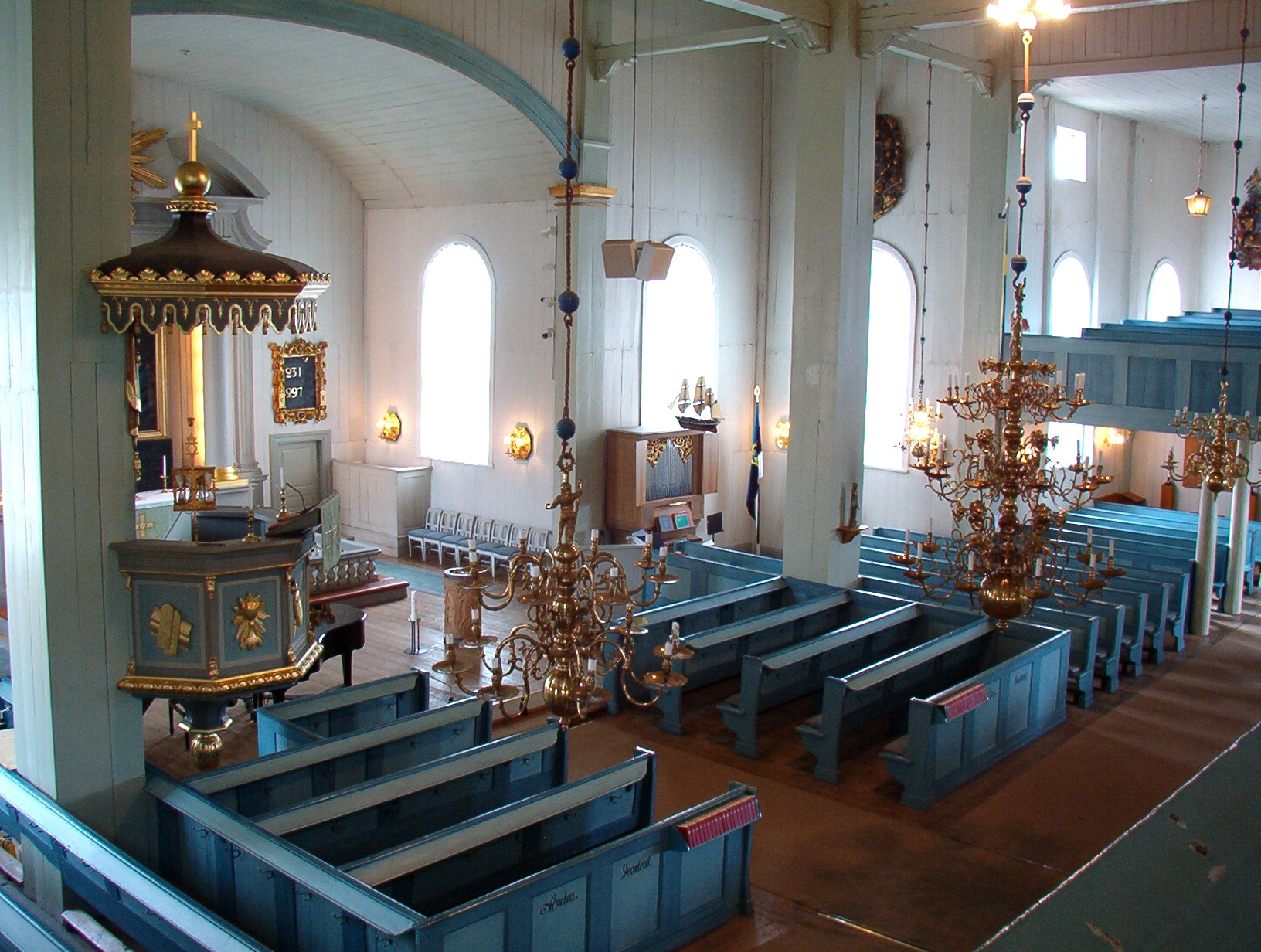
Wnętrze kościoła.

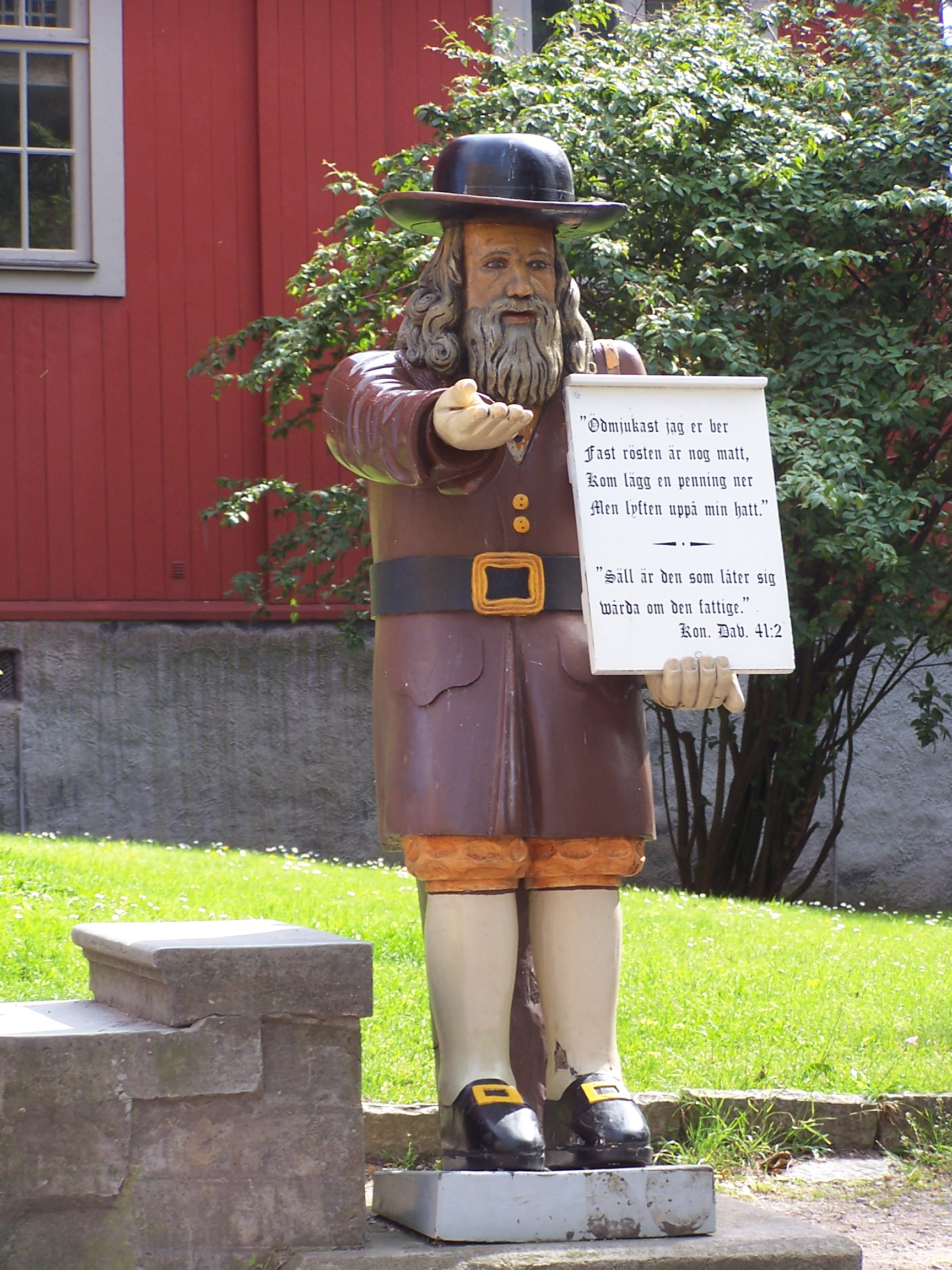
Rosenbom

Kościół Admiralicji (szw. Amiralitetskyrkan znany także jako Ulrica Pia) – kościół w Karlskronie, Szwecja, powstał w 1685 roku i jest największą drewnianą świątynią w Szwecji, mogącą pomieścić 4000 osób.
Kościół ma status zabytku sakralnego według rozdz. 4 Kulturminneslagen (pol. Prawo o pamiątkach kultury) ponieważ został wzniesiony do końca 1939 (3 §).

## Architektura
Z zewnątrz kościół pokryty jest farbą koloru Falu rödfärg (czerwony falu), czyli w tradycyjnym szwedzkim kolorze. Świątynia ma kształt kwadratu położonego na planie krzyża greckiego, którego krzyżujące się ramiona mają długość 20 metrów. Wnętrze kościoła pomalowane jest w odcieniach koloru niebieskiego. W odróżnieniu od pełnych przepychu dekoracji polskich kościołów z epoki baroku, tu dominuje typowa dla protestanckiej Szwecji prosta i surowa forma.
Architekt kościoła nie jest znany, jednak prawdopodobnie był nim Erik Dahlbergh.
Nieopodal kościoła, w parku Amiralitetsparken znajduje się zabytkowa dzwonnica Amiralitetsklockstapeln, której dzwony są zsynchronizowane z Kościołem Admiralicji.

## Figura Rosenboma
Przed kościołem stoi licząca ponad 200 lat, drewniana figura żebraka Rosenboma - legendarnej postaci, która podobno w noc sylwestrową 1717 roku zamarzła z wyciągniętą w żebraczym geście ręką.